# Władynopol
Władynopol (ukr. Лади́нь, Ładyń) – wieś w rejonie kowelskim obwodu wołyńskiego, położona na południe od Lubomla. W 2001 roku wieś liczyła 218 mieszkańców. W 1902 roku Słownik geograficzny Królestwa Polskiego podaje, że we wsi było 35 domostw i 268 mieszkańców. W 1933 roku wieś liczyła 55 gospodarstw.
W czasie okupacji niemieckiej ukraińska mieszkanka wsi Pełaheja Witruk z pomocą szwagra Ołeksandra Witruka i syna Mykoły Witruka ukrywała Żyda Jakowa Kiperszajna, za co w 2001 roku Instytut Jad Waszem uhonorował ich tytułami Sprawiedliwych wśród Narodów Świata. Tytuł ten otrzymali także Kostiantyn i Domna Czujeszowie, którzy przyjęli do siebie Witruków i Kiperszajna po tym jak policjanci spalili Witrukom dom.
Do 2020 w rejonie lubomelskim.